# Caraval
Il caraval (detto anche cara-serval) è un incrocio felino nato da un servalo femmina e un caracal maschio; l'incrocio inverso si chiama servical.
Fra i due, il caraval è il più diffuso, essendo apprezzato nel mercato degli animali da compagnia esotici, in particolare negli Stati Uniti (in Italia il possesso di caraval è vietato in quanto ibrido fra felini ritenuti pericolosi e in funzione dell'articolo II del CITES). Ha un manto maculato simile a quello del serval, ma su sfondo più scuro. 
Una cucciolata di servical è nata per caso nello zoo di Los Angeles, in seguito alla compresenza nello stesso recinto di un serval maschio e un caracal femmina. 
Entrambi questi incroci possono accoppiarsi fertilemente con le specie originarie. La seguente tabella riassume le denominazioni dei possibili incroci fra caraval/servical e le specie di origine. L'unico di questi incroci di cui siano stati osservati e documentati esemplari è il sercaraval. 
| Nome         | Genitore (maschio) | Genitore (femmina) | Percentuale serval | Percentuale caracal |
| ------------ | ------------------ | ------------------ | ------------------ | ------------------- |
| Ser-caraval  | serval             | caraval            | 75%                | 25%                 |
| Car-servical | caracal            | servical           | 25%                | 75%                 |
| Ser-servical | serval             | servical           | 75%                | 25%                 |
| Car-caraval  | caracal            | caraval            | 25%                | 75%                 |